# Estat Major Conjunt de la Defensa

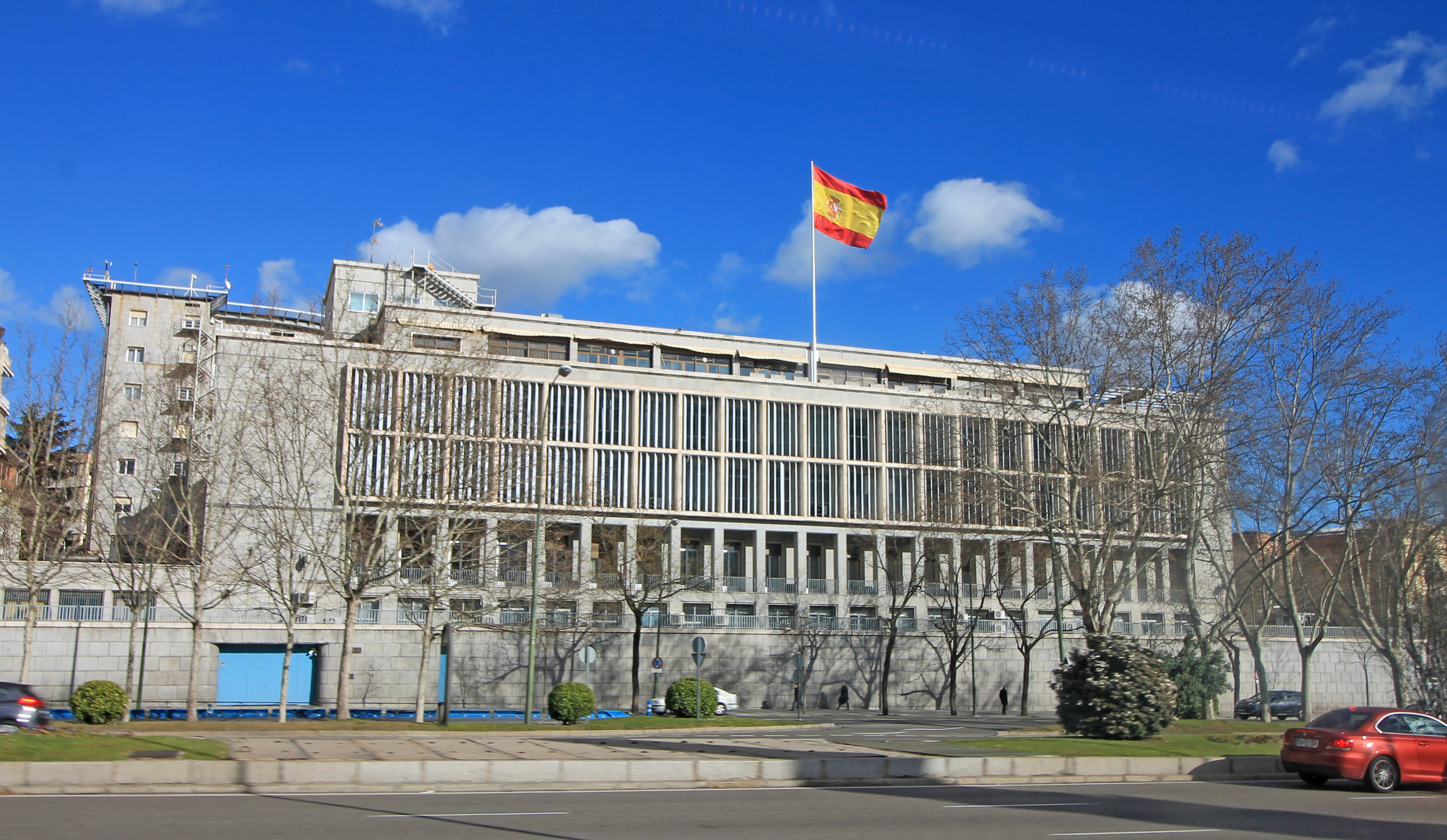
Seu de l'Estat Major de la Defensa, a Madrid.

L'Estat Major Conjunt de la Defensa (en castellà: Estado Mayor Conjunto de la Defensa, EMACON) és un òrgan depenent del Cap de l'Estat Major de la Defensa d'Espanya amb la missió fonamental d'assessorar-lo respecte a l'estratègia militar i la conducció de les operacions militars. Està integrat a la Caserna General de la Defensa.
Compleix funcions d'assessorament en totes les matèries de la seva competència i ha d'implementar les mesures necessàries perquè es compleixin les ordres del Cap de l'Estat Major de la Defensa.
Està integrat per un Cap de l'Estat Major Conjunt de la Defensa (des de 2008, José Luis López Rose), màxim responsable amb grau de general, una Secretaria General, una Divisió d'Estratègia i Plans, una Divisió de Logística i una Divisió de Sistemes d'Informació i Telecomunicacions.